# Niall Coll
Niall Coll (ur. 25 sierpnia 1963 w Letterkenny) – irlandzki duchowny rzymskokatolicki, biskup Ossory od 2023.

## Życiorys

### Prezbiterat
Święcenia kapłańskie otrzymał 3 lipca 1988 i został inkardynowany do diecezji Raphoe. Pracował głównie jako duszpasterz parafialny oraz jako wykładowca akademicki (m.in. w Letterkenny i w Belfaście.

### Episkopat
28 października 2022 papież Franciszek mianował go ordynariuszem diecezji Ossory. Sakry udzielił mu 22 stycznia 2023 metropolita Dublina – arcybiskup Dermot Farrell.